# Меджешть
Меджешть, Меджешті (рум. Măgești) — село у повіті Біхор в Румунії. Адміністративний центр комуни Меджешть.
Село розташоване на відстані 402 км на північний захід від Бухареста, 40 км на схід від Ораді, 91 км на захід від Клуж-Напоки.

## Населення
За даними перепису населення 2002 року у селі проживали 265 осіб, з них 264 особи (99,6%) румунів. Рідною мовою 264 особи (99,6%) назвали румунську.